# إيتشيرو كوغيما
إيتشيرو كوغيما (باليابانية: 小島一郎؛ بالكانا: こじま いちろう) هو مصور ياباني، ولد في 14 نوفمبر 1924 في آوموري في اليابان، وتوفي في 7 يوليو 1964 بسبب شلل القلب.